# Neuenbürg
Neuenbürg är en stad i Enzkreis i regionen Nordschwarzwald i Regierungsbezirk Karlsruhe i förbundslandet Baden-Württemberg i Tyskland.
Staden ingår i kommunalförbundet Neuenbürg tillsammans med kommunen Engelsbrand.